# L'Étoile noire (nouvelle)
Pour les articles homonymes, voir Étoile noire.
L'Étoile noire (titre original : To the Dark Star) est une nouvelle de science-fiction de Robert Silverberg.

## Publications
Entre 1968 et 2014, la nouvelle a été éditée à vingt-quatre reprises dans des recueils de nouvelles de Robert Silverberg ou des anthologies de science-fiction.

### Publications aux États-Unis
La nouvelle est parue en août 1968 sous le titre The Farthest Reaches, anthologie composée par Joseph Elder, éd. Trident.
Elle a ensuite été régulièrement rééditée dans divers recueils de Robert Silverberg et diverses anthologies.

### Publications en France
La nouvelle est publiée en France :
- dans Fiction spécial no 15 : Histoires stellaires, sous le titre À l'étoile noire, éditions OPTA, 4e trimestre 1969, Fiction Spécial no 15 (191 bis) - la nouvelle a pour titre À l'étoile noire ;
- dans l'anthologie Histoires de voyages dans l'espace, éd. Livre de poche, no 3780, 1983 ; rééditions en 1984 et 1986 ;
- en 2002, dans le recueil Le Chemin de la nuit, avec une traduction de Guy Abadia et de Pierre-Paul Durastanti, avec une nouvelle édition en livre de poche chez J'ai lu en 2004. Elle est donc l'une des 124 « meilleures nouvelles » de Silverberg sélectionnées pour l'ensemble de recueils Nouvelles au fil du temps, dont Le Chemin de la nuit est le premier tome.

### Publication en Grande-Bretagne
La nouvelle a été publiée en Grande-Bretagne dans l'anthologie To the Dark Star (1991).

### Publications dans d'autres pays occidentaux
La nouvelle a été publiée aux Pays-Bas :
- en 1977 sous le titre Naar de Donkere Ster ;
- en 1979 sous le titre Wie van Ons.

La nouvelle a été publiée en Allemagne en 1975 sous le titre Der dunkle Stern.

## Résumé
Une expédition stellaire a été envoyée à proximité d'un trou noir aux fins d'observation. L'expédition est composée du narrateur, de sa collègue terrienne Miranda et d'un extraterrestre surnommé le microcéphale. 
Quand les trois astronautes arrivent à proximité du trou noir, les tensions se font de plus en plus importantes entre le narrateur et Miranda, aucun des deux ne voulant prendre place au sein du poste de vidéo par lequel on pourra visionner l'intérieur du trou noir. Miranda tente d'empoisonner le narrateur, qui peu après utilise une hypno-sonde à l'encontre de la jeune femme. 
Mesurant chacun la force de l'autre, ils se liguent alors contre le microcéphale, qu'ils mettent de force au sein du poste de vidéo. Le microcéphale ne meurt pas, mais après son observation du trou noir, il restera aboulique le reste du voyage. Miranda et le narrateur se sentent liés par un mystérieux sentiment de complicité par leur geste.